# 南極の観光

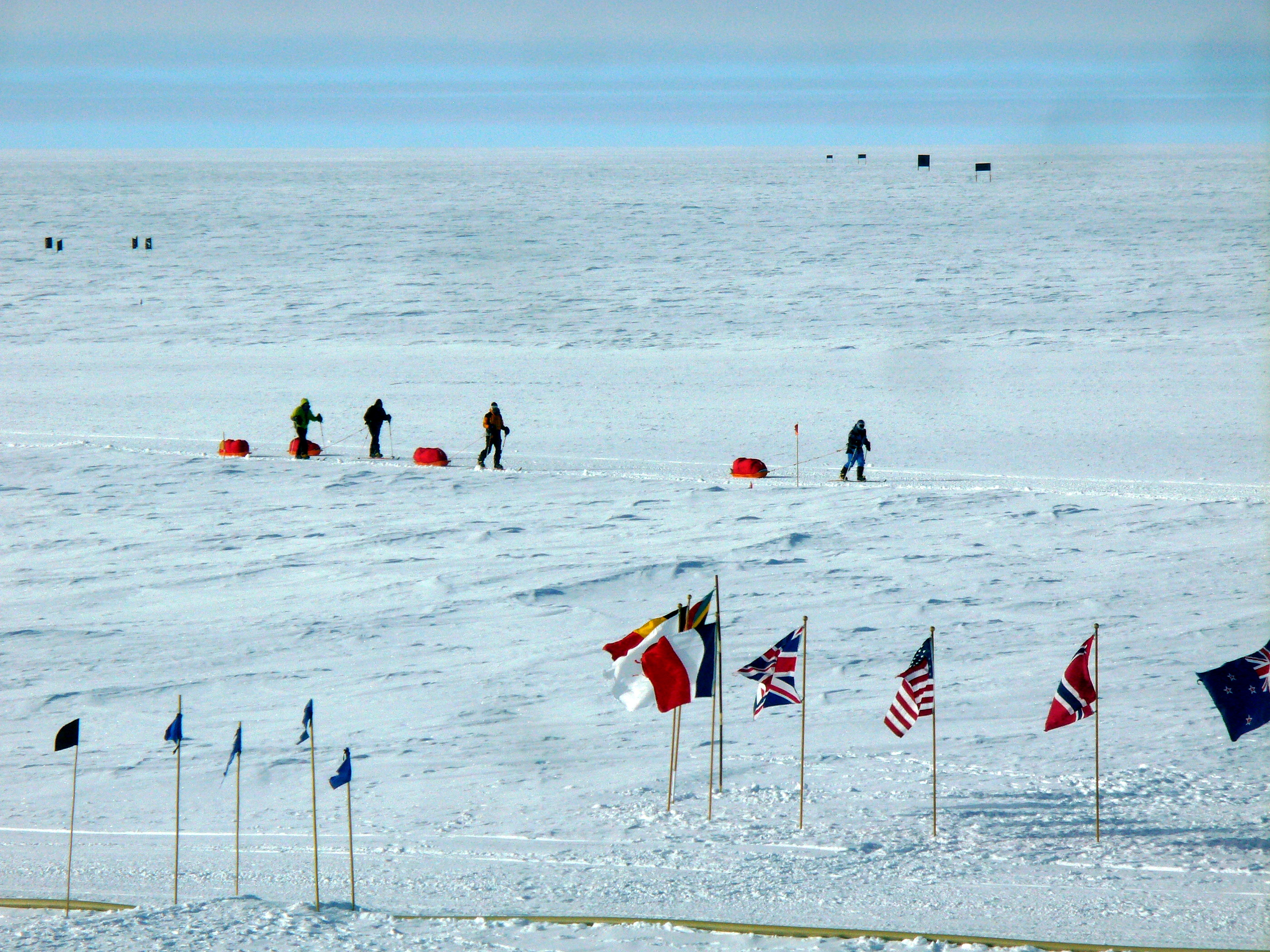
南極大陸を滑走し南極点についたスキーヤーの一団。2009年12月。

この記事では、南極の観光（なんきょくのかんこう、英: Tourism in Antarctica）について述べる。

## 概要

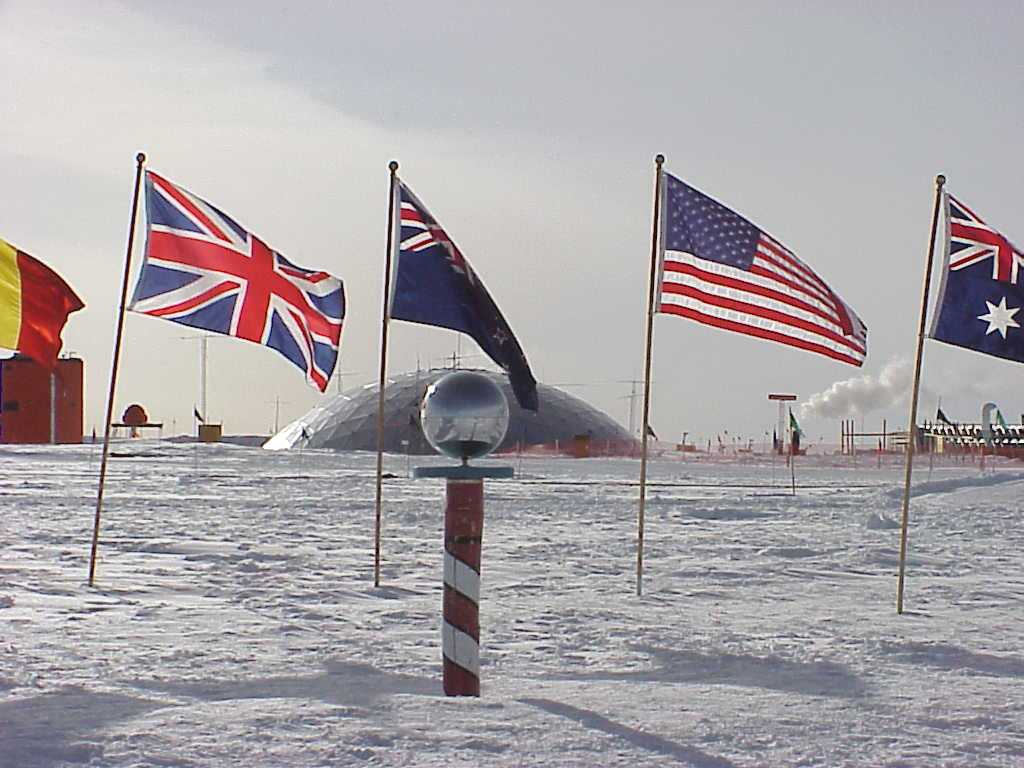
訪問者用に設置されている南極点のセレモニアル・ポール。

南極の観光は、航空交通を使うものは1970年代に始まり一時中断し、1990年代に再開した。飛行機は主にオーストラリアから出発する。海上交通を使うものは1960年代に始まった。個人的なヨットによる旅行は60年代の後半に始まった。旅行シーズンは夏の間、11月から3月の間である。1999年から2000年の間に14,762人の観光客が訪れたと見積もられており、そのほとんどは海路で来た。
南極点には毎年位置が変わる実際の南極点を示す「ジオグラフィック・ポール」の他に、アムンゼン・スコット基地の脇に訪問者用として固定された「セレモニアル・ポール」がある。

## 南極への上陸
南極を訪れるには南極条約で定められている許可をとらなければならない。多くの航海は、固いインフレータブルボートやヘリコプターによる上陸も含まれる。上陸するときには登山、スキー、さらに南極点を訪問することすらある。 ほとんどの経営者は国際南極旅行業協会(IAATO:International Association of Antarctica Tour Operators)のメンバーである。 

## 航海

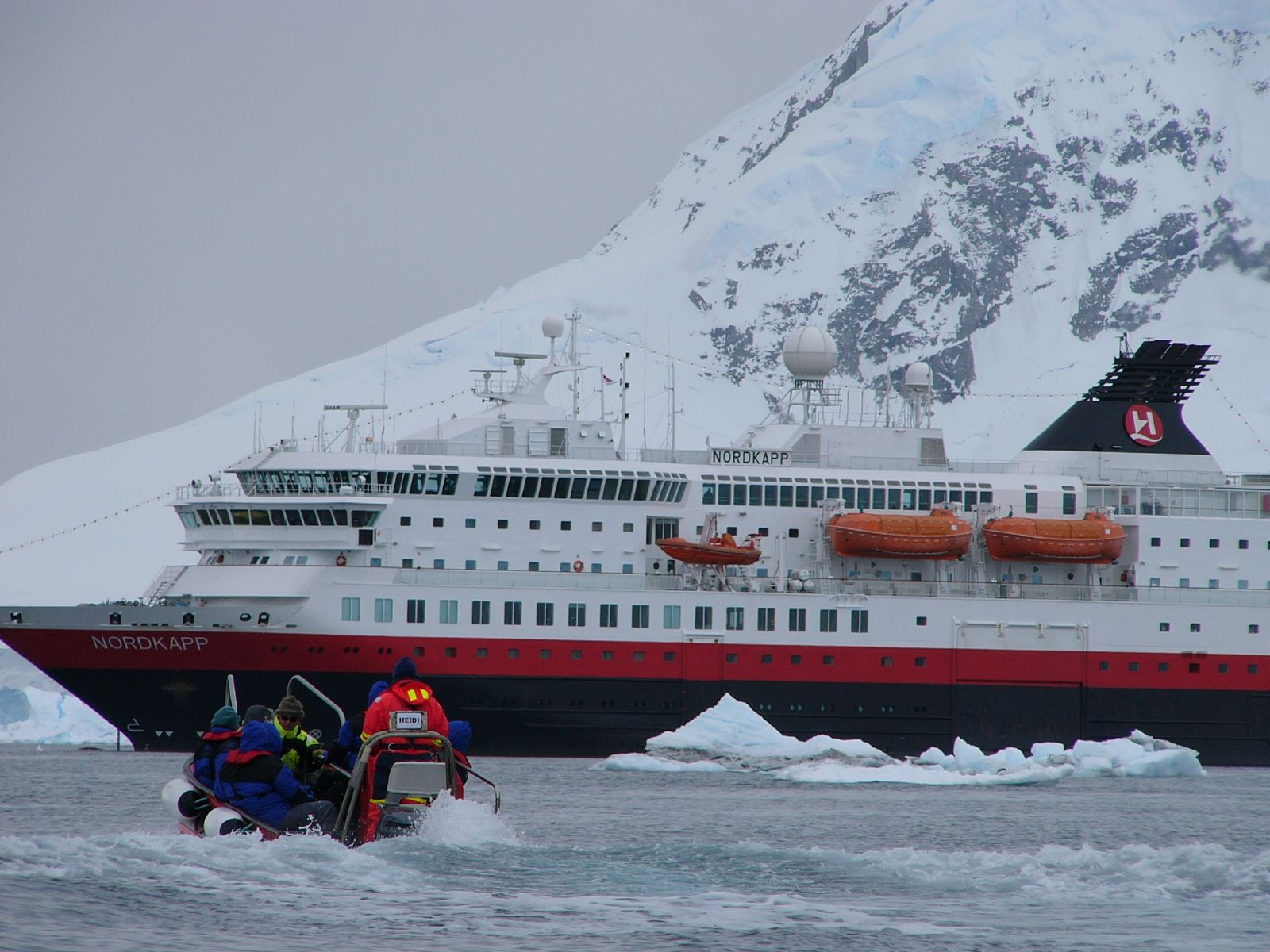
パラダイス湾に来た大型観光船。

多くの航海は、アルゼンチンのウシュアイアを出発する。費用は最低でも5,000米ドルかかる。だが時々出るキャンセルをウシュアイアで安く買えることがある。ロス海と東南極(コモンウェルス湾)へ行く航海は限られている。ニュージーランドの探検旅行会社Heritage Expeditionsは氷対策のしてある自前の極地探査船'Spirit of Enderby'を一年に何回か運行している。

## 観光飛行

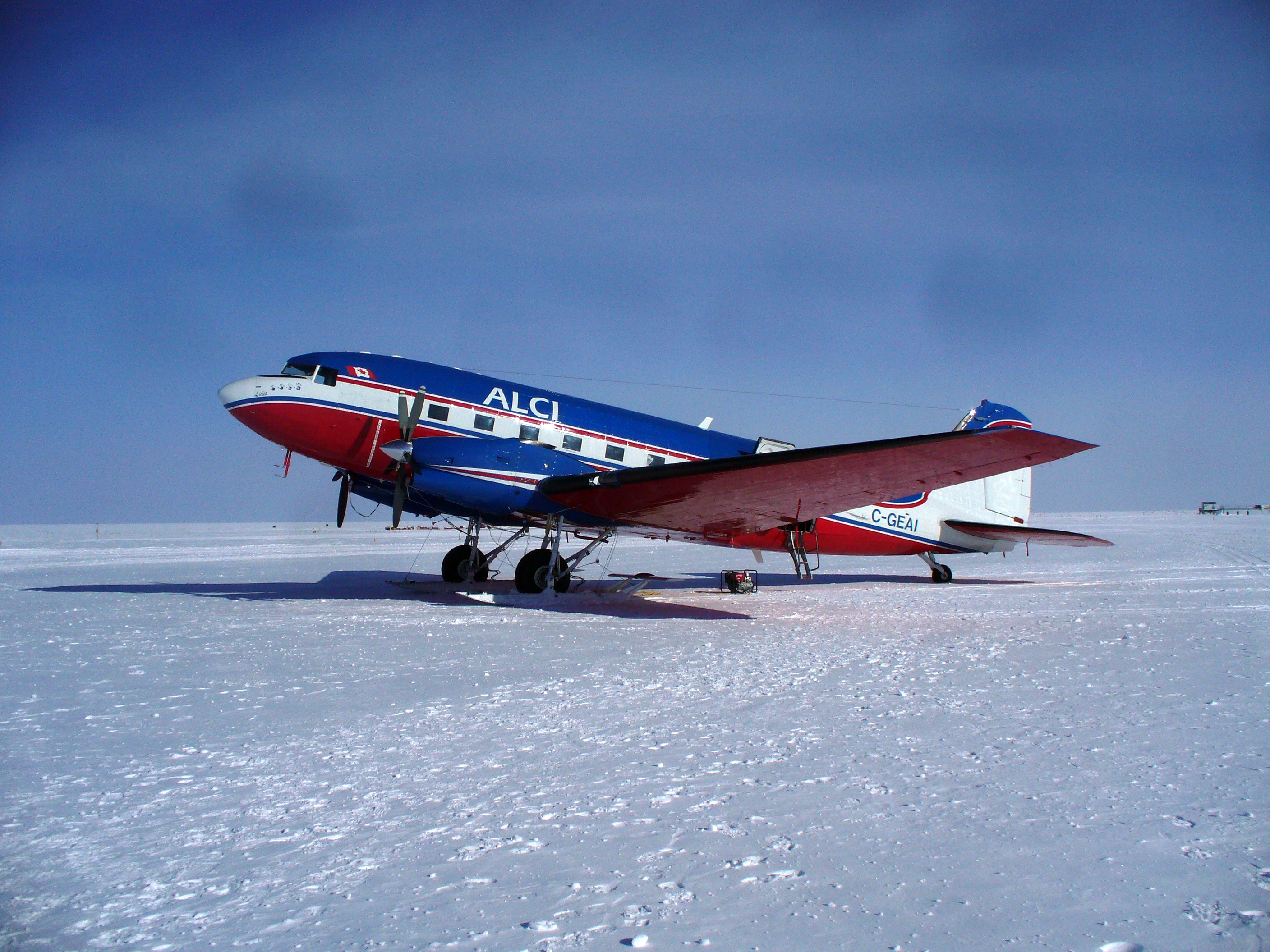
観光客を乗せ南極点付近に着陸したBT-67（2009年12月）

南極には南極基地への物資輸送のため、Williams Fieldなどの飛行場が存在し、ケン・ボーレック・エアのような航空会社が輸送を請け負っている。航空機にはBT-67などが利用されている。
1970年代には、オーストラリア及びニュージーランドからの観光飛行が開始された。南極上空へ飛び、着陸せずにそのまま出発した空港へ帰る、というコースであり、これらのフライトは国際線ではなく国内線扱いである。現在はオーストラリア発の観光旅行が、ツアーの一つとして提供されている。フライトは12時間から14時間で、そのうち大陸の上を飛ぶ時間はおよそ4時間に及ぶ。  
カンタス航空は1977年2月13日にフライトを始めた。1979年までに、27便及び7000人以上の観光客を運んだ。ボーイング747Bsが主に使われシドニー・メルボルン・パースのいずれかから、二つの"アイスルート"を経由した。片方はジョージ5世ランドの海岸にそってアデリーランドのフランスの基地へ飛び、南磁極上空で引き返す。もう片方はオーツランドとヴィクトリアランドの北方の上空を、ロス海属領にあるワシントン岬へと飛ぶ。1977年、一便がマクマード湾及びエレバス山の方へ飛ぶようになった。いくつかのより短いフライトがメルボルンから出ていて、ボーイング707が使われている。オーストラリアからの飛行は1980年に一旦中断したが、1994年に再開され、現在も続いている(see Croydon Travel)。 
ニュージーランド航空は1977年2月15日に観光飛行を始めた。1977年に6便、1978年に4便運航された。1979年も4便が運航されたが、11月28日に年内最後の一便がエレバス山に墜落する事故を起こし（ニュージーランド航空901便エレバス山墜落事故）、以後のニュージーランド発の観光飛行は中断された。    
1958年にチリから向かったものなど、もっと早い時期にも風景目的の飛行はあった。

## ヨット
1972年のen:David Henry Lewisのように、1960年代後半から個人でヨットを使って南極大陸を一周する人が出始めた。
毎年およそ30隻のヨットが南極半島を訪れる南極半島は温かい地域である。多くの4日間の航海ではアルゼンチンのティエラ・デル・フエゴから、そうでないならウシュアイアまたはフォークランド諸島のスタンレーから出発する。ヨットには、以下にあげる公式な航海ガイドが片方でも両方でも乗っていなければならない。イギリス人ガイドは優秀な分賃金が高く、アメリカ人ガイドは賃金が安い分劣っている。

### ヨットの出典
- The Antarctic Pilot (2004) by Hydrographer of the Navy, Britain.
- Sailing Directions (Planning Guide & Enroute) for Antarctica (2007) by US National Imagery and Mapping Agency.
- Poncet, Sally & Jerome (2007) [1991]. Southern Ocean Cruising. Environmental Research and Assessment Publishers website